# Соломонска династија
Соломонска династија је историјска династија Етиопије, чији су чланови тврдили да потичу од лозе старозаветних краља Соломона и Краљице од Сабе, и њиховог сина Менелика I, који је био оснивач соломонске династије. Од 1997 године актуелни старешина дома Соломонских је Зера, унук последњег цара Етиопије Селасија.
Соломонска династија се поновно успела на царски престо 1270. године (етиопска 1262), када је Јекуно Амлак срушио с власти последњег владара династије Загај. Јекуно Амлак тврдио је да непосредно по мушкој линији потиче од старе аксумитске краљевске куће, коју је династија Загај свргнула с престола. Од тада је соломонска династија главна савезница Етиопске оријентално-православне цркве, с којом је била и остала у чврстом савезу.
Менелик II, и његова кћерка Заудита, били су последњи етиопски владари који су могли да тврде да по непрекинутој директној мушкој линији вуку порекло од краља Соломона и краљице од Сабе (наиме цареви Лиј Ејасу и Хајле Селасије су следници по женској линији, Лиј Ејасу преко мајке Шеварега Менелик, а Хајле Селасије пеко своје баке -Тенагневорк Сахле Селасије).
Следници потомака Менелика по мушкој линији, још увек постоје (преко потомака Менеликова рођака Таје Гулилата), али су били маргинализовани због Менеликове личне нетрпељивости за ову грану породице.
Соломонска династија је владала Етиопијом уз неколико прекида све до 1974. године, када је последњи цар Хајле Селасије срушен с власти. Након револуционарних збивања 1974, чланови царске породице били су затворени, или прогнани из земље. Чланови комунистичке владе су женски део породице ослободили 1989, а мушки 1990. године. Након пада социјалистичке Етиопије 1991, многи чланови царске породице вратили су се из егзила у Етиопију, у последњих неколико година.

## Царски грб
Царски грб је установио тек Хајле Селасије. Грб приказује царски престо, фланкиран с два анђела са сваке стране, један држи мач и вагу, а други царско жезло. Трон је украшен хришћанским крстом, Давидовом звездом и исламским полумесецом (симболизујући тако све три етиопске традиције). Грб је омеђен црвеним плаштем, на врху је царска круна, а пред престолом је лав, симбол Јеврејства.